# Arquitetura do século XIX
A arquitetura de todo o século XIX assistiu uma série de crises estéticas que se traduzem nos movimentos chamados revivalistas: ou pelo fato das inovações tecnológicas não encontrarem naquela contemporaneidade uma manifestação formal adequada, ou por diversas razões culturais e contextos específicos, os arquitetos do período viam na cópia da arquitetura do passado e no estudo de seus cânones e tratados uma linguagem estética legítima de ser trabalhada.
O Parlamento Britânico é uma das realizações mais exemplares da arquitetura revivalista inglesa.
O primeiro destes movimentos foi o já citado neoclássico, mas ele também vai se manifestar na arquitetura neogótica inglesa, profundamente associada aos ideais românticos nacionalistas. Os esforços revivalistas que aconteceram principalmente na Alemanha, França, Inglaterra, por razões especialmente ideológicas, viriam mais tarde a se transformar em um mero conjunto de repertórios formais e tipológicos diversos, que evoluiriam para o ecletismo, considerado por muitos como o mais decadente e formalista entre todos os estilos históricos.
A primeira tentativa de resposta à questão tradição contra industrialização (ou entre as artes e os ofícios) se deu pelo pensamento dos românticos John Ruskin e William Morris, proponentes de um movimento estético que ficou conhecido justamente por Arts & Crafts (cuja tradução literal é "artes e ofícios"). O movimento propôs a pesquisa formal aplicada às novas possibilidades industriais vendo no artesão uma figura de destaque: para eles, o artesão não deveria ser extinto com a indústria, mas tornar-se seu agente transformador, seu principal elemento de produção. Com a diluição dos seus ideais e a dispersão de seus defensores, as idéias do movimento evoluíram, no contexto francês, para a estética do art nouveau, considerado o último estilo do século XIX e o primeiro do século XX.